# Trophée Gordon Bennett
Le Trophée Gordon Bennett récompense le vainqueur des Internationaux de France de golf de Stroke-play depuis 2023.